# Vrbe
Vrbe (lat. Salix) su rod bjelogoričnog drveća i grmlja iz porodice Salicaceae (vrbovke).
Širom svijeta postoji 727 vrsta i hibrida od čega su 486 vrste vrba, a 241 je hibrid. Prvenstveno žive na vlažnim tlima u hladnijim područjima sjeverne polutke.
Od vrbine kore izrađuje se tradicionalni drveni puhački instrument borija.

## Vrste
Vidi Popis vrsta roda Salix